# Liandratite
La liandratite è un minerale.